# Les Terreurs de l'Ouest
Pour plus de détails, voir Fiche technique et Distribution.
Les Terreurs de l'Ouest (I magnifici brutos del West) est un film italien réalisé par Marino Girolami, sorti en 1964.

## Fiche technique
- Titre original : I magnifici brutos del West
- Titre français : Les Terreurs de l'Ouest
- Réalisation : Marino Girolami
- Scénario : Marino Girolami et Tito Carpi
- Photographie : Alvaro Mancori
- Musique : Francesco De Masi
- Pays d'origine : Italie
- Genre : western parodique
- Date de sortie : 1964

## Distribution
- Gerry Bruno : une brute
- Dino Cassio : une brute
- Aldo Maccione : une brute
- Gianni Zullo : une brute
- Giacomo Rossi Stuart : Marshal Gary Smith
- Darry Cowl : Jackson
- Emma Penella : Lucy
- Alfredo Mayo : Philipp
- Pietro Ceccarelli : Ben
- Nello Pazzafini : Cowboy